# Eve Scheer
Eve Scheer (* 24. Mai 1977 in Köln) ist eine deutsche Schauspielerin und Autorennfahrerin, die vor allem als Krankenschwester Sarah Engel-Foster in der RTL-Soap Unter uns bekannt wurde, die sie von 1999 bis 2001 spielte.

## Leben
Eve Scheer studierte nach dem Abitur Betriebswirtschaftslehre und modelte, ehe sie fürs Fernsehen entdeckt wurde.
Sie war am 18. Januar 1999 zum ersten Mal in der 1011. Folge von Unter uns zu sehen, in Folge 1528 (7. Februar 2001) wanderte ihre Serienfigur Sarah nach Amerika aus.
Nach Unter uns folgten Rollen in Die Nesthocker (ZDF) und der Reihe Das Traumschiff. Im Kino war sie in den Filmen Interceptor Force II, Feuer, Eis und Dosenbier und dem Kurzfilm Demon's Play zu sehen.
Seit einigen Jahren ist Eve Scheer im Motorsport aktiv. Sie moderiert Shows rund um den Rennsport und fährt auch selbst mit einer Rennlizenz. In der Saison 2004 fuhr sie im Alfa-147-Cup sowie beim 24-Stunden-Rennen auf dem Nürburgring. Nach Einsätzen, z. B. bei der Mini Challenge, geht sie seit dem Jahr 2006 an der Seite von Steffi Halm für tolimit motorsport mit einem Porsche 997 GT3 Cup im Porsche Sports Cup an den Start.
Seit 2019 moderiert Scheer im Wechsel mit Andrea Schlager und Alina Marzi an der Seite von Gustl Auinger, Stefan Bradl oder Stefan Nebel bei ServusTV die Übertragungen der Motorrad-Weltmeisterschaft.

## Privates
Eve Scheer lebt mit ihrem Ehemann, dem Rennfahrer Frank Stippler, in Bad Münstereifel im Kreis Euskirchen.

## Karrierestationen
- 2002: Alfa 147 Cup (Platz 20)
- 2003: Alfa 147 Cup (Platz 18)
- 2004: Alfa 147 Cup (Platz 13)
- 2005: Mini Challenge Deutschland (Platz 33)
- 2005: DMSB Produktionswagen-Meisterschaft, Division 3 (Platz 7)
- 2010: Volkswagen Scirocco R-Cup (Platz 16)
- 2011: Volkswagen Scirocco R-Cup (Platz 19)